# Darul lui Jonas (film)
Darul lui Jonas  (titlu original: The Giver) este un film fantastic SF social dramatic american din 2014 regizat de Phillip Noyce. Scenariul, scris de Michael Mitnick și Robert B. Weide, este bazat pe romanul din 1993 The Giver scris de Lois Lowry. A avut premiera la 15 august 2014 în  Statele Unite și la 5 septembrie 2014 în România.

## Prezentare
Este o poveste politică futuristă întunecată, liniștită dar puternică în care un băiat de 12 ani trebuie să caute adevărul în lumea liberă de război, crime, boli, sărăcie și  nedreptate.

## Distribuție
- Brenton Thwaites - Jonas
- Odeya Rush - Fiona
- Jeff Bridges - The Giver
- Meryl Streep - The Chief Elder
- Alexander Skarsgård - tatăl lui Jonas
- Katie Holmes - mama lui Jonas
- Taylor Swift - Rosemary
- Emma Tremblay - Lily

## Vezi și
- Darul lui Jonas roman de Lois Lowry